# Mark Ryan
Mark Ryan es un actor, autor, cantante y director de acción británico. Interpretó al Sr. Gates en la producción de Michael Bay / Starz del programa Black Sails, a Nasir en la serie de televisión británica Robin of Sherwood, y es conocido por su trabajo para la franquicia cinematográfica Transformers.

## Primeros años
Antes de su carrera en la industria del entretenimiento, Ryan trabajó como miembro del Cuerpo de Inteligencia del Ejército Británico, adscrito al DSF (Director de Fuerzas Especiales) y más tarde como investigador privado autorizado en los Estados Unidos.

## Carrera

### Cine y teatro

#### 1978-2000
Ryan apareció en varios musicales importantes en el West End de Londres, pasó cuatro años en el musical Evita de Andrew Lloyd Webber en el papel de Magaldi y luego interpretó al Ché bajo la dirección de Hal Prince. Luego apareció en un cameo en la versión cinematográfica del musical dirigida por Alan Parker. Dejó Evita para interpretar a Mac en la película de acción del SAS Who Dares Wins, del director Ian Sharp.
Ryan interpretó el personaje de Nasir en la serie de televisión británica Robin of Sherwood, en la que trabajó durante tres años. Nasir fue el primer miembro musulmán de Merry Men, un concepto que se trasladó a producciones posteriores como Robin Hood: príncipe de los ladrones y la serie de televisión Robin Hood de 2006.
En 1986, Ryan apareció en el papel principal del musical Elmer Gantry en el Gate Theatre de Londres y siguió con una gira nacional del exitoso espectáculo Guys and Dolls, interpretando el papel de Sky Masterson. Regresó al West End para interpretar a Neville Landless en el musical ganador del Premio Tony The Mystery of Edwin Drood y el mismo año grabó un dueto con el cantante Tom Jones en su álbum Matador. También apareció en el vídeo del sencillo de Gary Moore Over the Hills y Far Away del álbum Wild Frontier.
En 1993, Ryan realizó una gira por Europa y Gran Bretaña interpretando a Fígaro en Las bodas de Fígaro y a Leporello en Don Giovanni, ambos para el Music Theatre de Londres, dirigidos por Nick Broadhurst, seguido de una serie de conciertos al aire libre con la Royal Philharmonic Orchestra.
En 1994, Ryan fue elegido por el maestro de espada Bob Anderson para ayudar como entrenador de espada de Richard Gere y Ben Cross en la película First Knight. El director Jerry Zucker también le pidió que interpretara a John Challenger durante el rodaje.
Antes de mudarse a Los Ángeles en 1997, Ryan fue estrella invitada en muchos programas de televisión británicos, incluidos The Bill, Harry, Dempsey y Makepeace, Casualty y Peak Practice. Apareció en películas como El puño de Dios y Nil by Mouth. Mientras se establecía en los EE. UU., actuó como estrella invitada en programas de televisión como Frasier, General Hospital, Conan the Adventurer, Passions, Nuremberg y The Young and the Restless. Trabajó como coordinador de peleas y maestro de espadas en The Secret Adventures of Jules Verne e interpretó a Gordon en la producción del Globe Theatre de San Diego de Neville's Island.

#### 2000-2010s
En 2003, Ryan trabajó como maestro de espada y director de lucha en la película El rey Arturo dirigida por Antoine Fuqua. Sus deberes incluían consultar con el director y el escritor sobre el diseño de todos los aspectos de los estilos de lucha de los caballeros, entrenar a todos los actores principales, incluidos Keira Knightley, Clive Owen y Stellan Skarsgård, planificar y coreografiar su acción.
En 2000, Ryan actuó en teatros estadounidenses con el miembro original de Monty Python, Eric Idle, interpretando papeles cómicos en Eric Idle Exploits Monty Python en lugares como el Carnegie Hall de Nueva York y el Hollywood Bowl. Posteriormente, el equipo grabó el programa exclusivamente para Comedy Channel. Luego pasó a interpretar a John Dickinson en la producción teatral de Los Ángeles de 1776 dirigida por Gordon Hunt. Ryan comenzó a trabajar en la película Transformers de 2007 durante el rodaje como la voz en el set de varios robots diferentes. Este trabajo continuó durante la filmación y la edición, antes de elegir al locutor. Luego fue elegido como la voz del personaje Bumblebee. Ryan también da voz a Ironhide y Hoist para el videojuego de Activision basado en la película. Cuando Ryan estaba en el estudio grabando sus líneas para los actores en el set, Michael Bay usó las líneas que Ryan grabó para Bumblebee en la película. Pero Ryan no sabía que se usaría y, de ser así, dijo que habría usado una voz más joven y diferente. Regresó para dar voz a Bumblebee y a Jetfire para la secuela transformers: la venganza de los caídos y el juego de Activision basado en la película. A principios de 2009, Ryan continuó trabajando con la voz en transformers: la venganza de los caídos trabajando directamente con Michael Bay y Alex Kurtzman casi hasta el estreno de la película.

#### 2010s-presente
En mayo de 2010, Ryan volvió a trabajar en transformers: el lado oscuro de la luna, una vez más como Bumblebee. Su trabajo continuó en lugares de todo Estados Unidos y también en el Centro Espacial Kennedy en Cabo Cañaveral, Florida. La película se rodó en 3D y el trabajo de voz de postproducción continuó hasta la primavera de 2011. Ryan también completó las líneas de Bumblebee para la atracción del parque temático de Universal Studios basada en las películas en el otoño de 2011.
En julio de 2013, Ryan se unió nuevamente a la franquicia Transformers, dando voz a Lockdown en la cuarta entrega, transformers: la era de la extinción. En 2014, la película batió récords mundiales al recaudar más de 1.080 millones de dólares en ingresos de taquilla. Ryan fue nominado en 2015 al premio a la mejor interpretación vocal en un papel secundario en un largometraje por Behind The voz Actors.
A finales de 2008, Ryan lanzó una adaptación musical de Cumbres Borrascosas de Emily Brontë, narrada por Ray Winstone. Compuso, cantó y produjo los temas con Robb Vallier, quien trabajó en Spamalot. Dirigió el vídeo de la canción "Women", filmado especialmente para el sitio web y con la participación de Jenn Korbee, Jessica Keenan Wynn y Katie Boeck.
En enero de 2014, Ryan comenzó a interpretar al Sr. Gates en la producción de Michael Bay/Starz Black Sails y apareció en los primeros ocho episodios del programa, que rompió todos los récords de audiencia anteriores de Starz.
Ha sido estrella invitada en programas de televisión como JAG, Real Time with Bill Maher y Alias y apareció en películas como Los ángeles de Charlie, Convicted, The Thirst y The Prestige.
A mediados de 2009, Ryan dirigió el avancede Blood Type, que fue escrito por John Matthews y Wil Kinghan de Mythwood Films. El tráiler se filmó en la librería Atlantis de Londres y continuó en la finca del siglo XII de Prebendal, Thame, Oxfordshire. El avance promocional del proyecto fue aceptado en la Muestra de Cortometrajes para Miembros BAFTA de marzo de 2010. También apareció en el vídeo Pow Pow de LCD Soundsystem, dirigido por David Ayer.
A finales de 2012 grabó un cameo en el programa de comedia de NBC Community interpretando al agente Edmund, un nuevo compañero del inspector Spacetime en un homenaje al programa de televisión de la BBC Doctor Who. El programa se emitió a principios de 2013.
En 2015, Ryan apareció en la tercera temporada de la serie dramática de Netflix sobre la Guerra Fría, Granite Flats, además de protagonizar películas independientes como STREET: The Movie y Any Bullet Will Do.

### Trabajo literario
Ryan es autor y ha escrito para DC Comics y Harper Collins, además de escribir varios guiones. Ryan fue el cocreador, junto con la artista Chesca Potter, del Tarot Greenwood, una variación de la baraja de tarot estándar que incluye imágenes europeas prehistóricas.
En noviembre de 2008, la editorial en línea ComicMix comenzó a publicar The Pilgrim, una novela gráfica inspirada en acontecimientos reales durante la Segunda Guerra Mundial y sobre la investigación de la guerra psíquica moderna y dibujada por el dibujante de cómics Mike Grell. Se cree que elementos de la historia se basan en las experiencias de Ryan durante su servicio en la comunidad del Cuerpo de Inteligencia y las Fuerzas especiales. A principios de 2009, ComicMix anunció un acuerdo con IDW Publishing para los derechos de publicación en papel de sus proyectos en línea e IDW anunció la publicación de The Pilgrim a partir de abril de 2010.
Durante la Feria del Libro de Londres en abril de 2009, el editor especializado Eddison-Sadd presentó el Tarot Wildwood, basado en el estatus de coleccionista de la obra de arte de Chesca Potter: Greenwood Tarot con una guía adjunta escrita por Ryan, El Tarot Wildwood es una versión actualizada y reelaborada del concepto de tarot original de Chesca Potter y Mark Ryan coescrito con John Matthews con ilustraciones del ilustrador Will Worthington. Wildwood Tarot se lanzó en la librería Atlantis de Londres en abril de 2011. Wildwood Tarot se mantuvo como el Tarot más vendido y el más vendido en Amazon.com durante la primavera de 2011 y ahora ha sido traducido al alemán, holandés, italiano y francés. El Tarot Wildwood es publicado en Estados Unidos por Sterling Publishing. En 2017, se lanzó un libro de trabajo para The Wildwood Tarot, bajo el nombre Wild Magic: The Wildwood Tarot Workbook.
El 15 de junio de 2015 se publicó la autobiografía de Mark Ryan Hold Fast, que detalla su vida, en la que ha combinado su carrera como actor con una existencia secreta como agente de la inteligencia militar británica.

## Filmografía

### Películas
| Año  | Título                                  | Papel                          |
| ---- | --------------------------------------- | ------------------------------ |
| 1982 | Who Dares Wins                          | Mac                            |
| 1989 | The Phantom of the Opera                | Mott                           |
| 1995 | First Knight                            | Desafiador                     |
| 2000 | Los ángeles de Charlie                  | Oponente de esgrima            |
| 2004 | Sentencia de muerte                     | Mark Schlesser                 |
| 2006 | The Prestige                            | Capitán                        |
| 2007 | Transformers                            | Bumblebee (voz)                |
| 2009 | transformers: la venganza de los caídos | Bumblebee / Jetfire (voz)      |
| 2011 | transformers: el lado oscuro de la luna | Bumblebee (voz)                |
| 2014 | transformers: la era de la extinción    | Lockdown (voz)                 |
| 2017 | transformers: el último caballero       | Bulldog / The Lieutenant (voz) |
| 2018 | Peterloo                                | Manchester & Salford Yeomanry  |
| 2020 | The Reckoning                           | Peck                           |

### Televisión
| Año       | Título                | Papel                          | Notas                                                                           |
| --------- | --------------------- | ------------------------------ | ------------------------------------------------------------------------------- |
| 1984–1986 | Robin of Sherwood     | Nasir                          |                                                                                 |
| 1985      | The Corsican Brothers | Bernardo de Guidice            | Película de televisión                                                          |
| 1986      | Dempsey and Makepeace | Jimmy                          | Episodio: "Extreme Prejudice"                                                   |
| 1989      | Crossbow              | Barbarian                      | Episodio: "The Lost City"                                                       |
| 1995      | Peak Practice         | Chris Palmer                   | Episodio: "Light at the End of the Tunnel"                                      |
| 1995      | Harry                 | DI Small                       | Episodio n.º 2.5                                                                |
| 1996      | Casualty              | Dave Newman                    | Episodio: "Flesh and Blood"                                                     |
| 1993–1997 | The Bill              | Franks John Randall Micky Dale | Episodios: "A Duty of Care", "Somebody's Home", "Warnings"                      |
| 1998      | Frasier               | Winston                        | Episodio: "Where Every Bloke Knows Your Name"                                   |
| 1998      | Conan the Adventurer  | Barkeep                        | Episodio: "Red Sonya"                                                           |
| 2000      | Nuremberg             | Maj. Airey Neave               | Miniserie de televisión                                                         |
| 2001      | JAG                   | Visiting Reporter #1           | Episodio: "The Iron Coffin"                                                     |
| 2005      | Alias                 | Cooney                         | Episodio: "Authorised Personnel Only: Part 2"                                   |
| 2013      | Community             | Constable Edmund               | Episodio: "Conventions of Space and Time"                                       |
| 2014      | Black Sails           | Hal Gates                      |                                                                                 |
| 2015      | Granite Flats         | Benjy                          | Episodios: "The Threads That Were Spun Are Gathered", "Form and Union and Plan" |

### Audio
| Año  | Título                                           | Papel | Notas                |
| ---- | ------------------------------------------------ | ----- | -------------------- |
| 2016 | Robin of Sherwood: The Knights Of The Apocalypse | Nasir | Escrito por Tony Lee |

### Videojuegos
| Año  | Título                              | Role                               |
| ---- | ----------------------------------- | ---------------------------------- |
| 2007 | transformers: The Game              | Bumblebee / Ironhide / Hoist (voz) |
| 2009 | Transformers: Revenge of the Fallen | Bumblebee (voz)                    |